# Armillaria affinis
Armillaria affinis là một loài nấm trong họ Physalacriaceae. Loài này phân bố ở miền trung America.